# John Stephen Vaughan

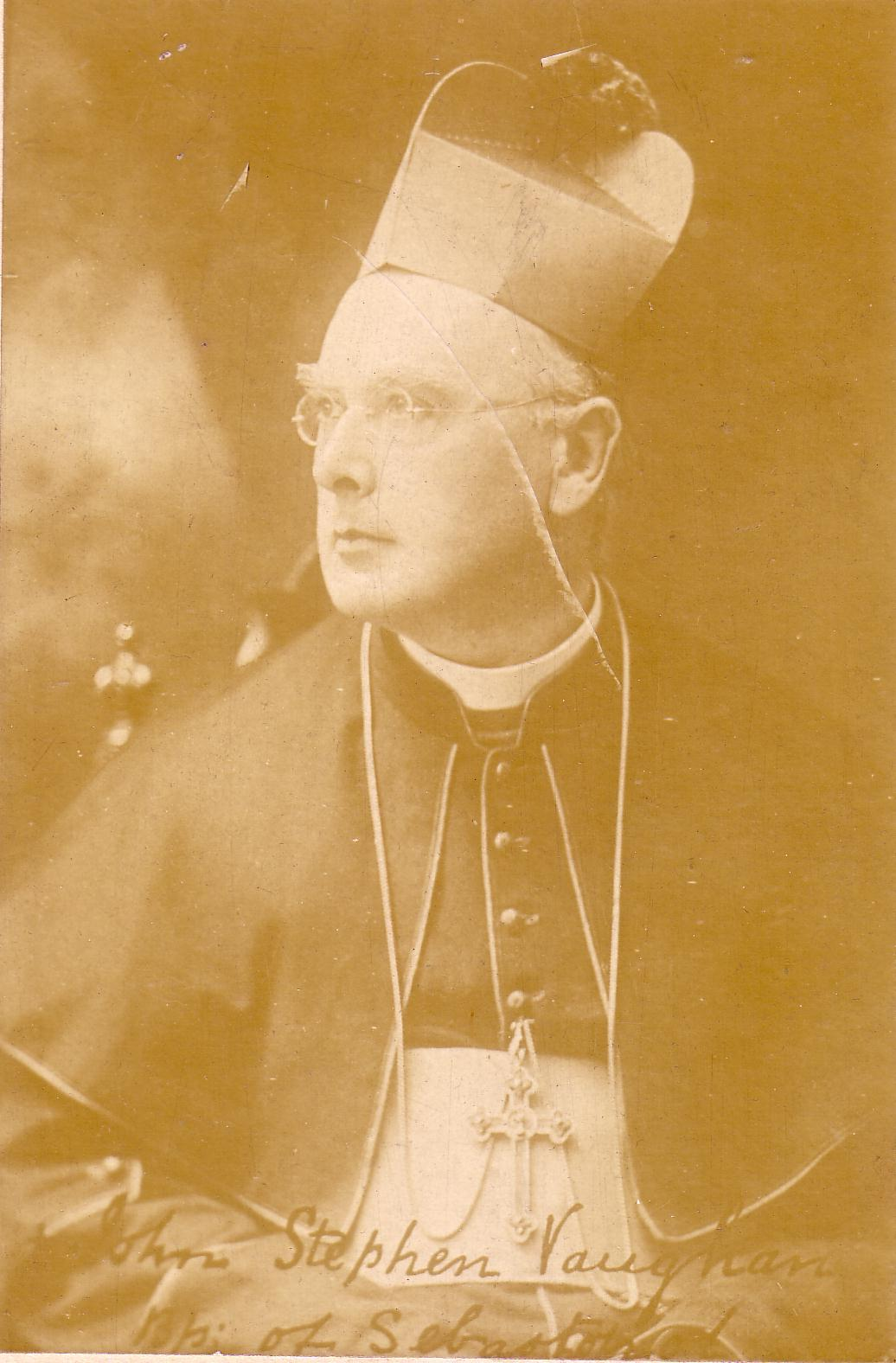
John Stephen Vaughan

John Stephen Vaughan (* 24. Januar 1853 in Courtfield, Gemeinde Ross-on-Wye, Herefordshire, Großbritannien; † 4. Dezember 1925) war ein britischer Geistlicher und römisch-katholischer Weihbischof in Salford.

## Leben
John Stephen Vaughan war ein jüngerer Bruder des Erzbischofs von Sydney, Roger William Bede Vaughan; sein Onkel war der Bischof von Plymouth, William Vaughan. Er empfing am 4. Juni 1876 durch den Bischof von Salford, Herbert Vaughan, das Sakrament der Priesterweihe.
Am 13. Juli 1909 ernannte ihn Papst Pius X. zum Titularbischof von Sebastopolis in Armenia und zum Weihbischof in Salford. Der Erzbischof von Westminster, Francis Alphonsus Bourne, spendete ihm am 15. August desselben Jahres die Bischofsweihe; Mitkonsekratoren waren der Weihbischof in Westminster, Patrick Fenton, und der Bischof von Salford, Louis Charles Casartelli.